# 村落地理学
村落地理学（そんらくちりがく、英語: rural geography）は、農村など村落に関する人文地理学の一分野。農業主体の村落だけではなく、漁村なども含まれるので村落地理学という方が包括的であるが、純粋に漁業のみの村落は少ないので、この分野は農村地理学（のうそんちりがく）という呼称でも多く呼ばれている。また、集落地理学の主要な分野でもある。
一般的には、人口が少なく人口密度が低い地域に関する地理学という認識で一致している。扱う内容も村落の形態の分析から、産業構造の問題、さらには過疎化の問題など、文化学的な分野、社会学的な分野、経済学的な分野、人口学的な分野など様々な要素が詰まっている。特に村落における産業に着目した場合は、農業地理学（あるいは漁業地理学）ともみなされる。実際この分野の研究ではこの両分野にまたがった成果も多く、明確に区分する事自体あまり意味をなさない。また、産業構造や過疎化や高齢化の問題を扱う場合は、対照分野である都市地理学にもスポットが当てられる事も多い。

## 研究動向
村落地理学は欧米、特にドイツで発展を遂げた学問である。19世紀に科学的な関心の対象となり、地理学の中に組み込まれていった。以下にその潮流を国ごとに記述する。。

### ドイツ
ドイツは諸国に先駆けて集落地理学を体系化した国であり、集落形態論の発達に特徴がある。
まず、ヨハン・ゲオルグ・コール (Johann Georg Kohl) が『人間の交通ならびに居住と地形との関係』を1841年に刊行、地形特性の差異と交通路の発達が村落形成に大きな影響を与えるとした。この著書は村落地理学のみならず、交通地理学の幕開けとなるものだった。
続いてライプツィヒ大学のフリードリヒ・ラッツェルは1891年に『人類地理学』を著し、自然科学的知見から居住地域研究の重要性を説いた。
その後多くの優れた研究が相次いで発表され、人文地理学の一分野として定着することとなった。アウグスト・マイツェン (August Meitzen) とミールケ (R. Mielke) が特に重要である。マイツェンは、農業史研究から発展してヴェーザー川やエルベ川流域の村落形態を研究した。農業経済学や歴史地理学的な因子に着目し、集落の機能にも言及している。また、スラブ系民族に特有の集落形態として「円村」（環村）を見出だした。円村の成立に関しては1931年にフォン・トロッタ (C. von Trotha) が歴史地理学的に考察している。ミールケは1910年に『村落』 (Das Dorf) を著し、村落の景観・地域差異・農家の構造や地割を論じた。
そして、村落地理学は次第に景観論の影響を強く受けるようになり、地名や歴史、地割などの人文現象を手がかりとした論文が続々と提出された。しかし、中心地理論で有名なヴァルター・クリスタラーは自然地理学的な基礎研究の不足を指摘している。

### フランス
フランスでは、他国に比べ多角的な研究がなされてきた。特に村落形成の背景に迫るものが多い。
「フランス近代地理学の父」と称されるポール・ヴィダル・ドゥ・ラ・ブラーシュが1922年に刊行した著書『人文地理学原理』の中で「人間集落」 (Les établissements humains) という章で述べたものが先駆けである。彼は地形・土壌・水利などの自然地理学的条件が村落形態に与える影響が多いとしている。更に集落を都市と村落の2つに分けられると主張、両者を分けるには自然地理に加え、文化・社会組織にも注目すべきとした。
ブラーシュ学派を継承したドウマンジョン (Albert Demangeon) は人口問題との関連で村落を捉え、自然地理だけでなく、民族や歴史にも着目すべきとした。彼の考えは1928年にイギリス・ケンブリッジで開かれた国際地理学会議で発表した論文「村落居住の地理学」 (La Géographie de l'Habitat Rural) に色濃く現れている。
また、「メガロポリス」の名付け親として知られるジャン・ゴットマンはパレスチナの開拓集落に関する論文を出しており、乾燥地で集落が立地する要素として水が重要とした。

### イギリス
イギリスでは、フランスのルプレー (F. Le Play) の影響が大変強い。歴史学寄りの考察や村落の立地論に特色が見られる。特に古地図や遺跡などの史料を持ち出すことが多い。ただし、当時のイギリスの地理学者の関心は主に植民地・極地・未開地であったため、フランスやドイツに比べて国内の村落の差異を論じた研究例は少ない。
イギリスの村落地理学分野の研究成果の多くは、1928年の国際学会に向けて作られた『大ブリテン地誌』 (Great Britain, Essays in Regional Geography) に収録されている。 

### アメリカ
アメリカでは、開拓の歴史が新しいことから、現在・未来志向の立地論研究が中心である。中でも白人の入植地や開拓周縁地に関するものが多く、研究対象地域は国内はもとより、オーストラリアやキューバ、カナダなど国外にも及んでいる。
スコフィルド (E. Scofield) はニューイングランドの白人村落の形態の変遷を1938年に論じている。彼によると、入植初期はインディアン（ネイティブ・アメリカン）の襲撃に備えて塊村形態が主流であったが、次第にその心配がなくなり散村へ移行していったという。
日本を初めとした東アジアに関する研究も少数ながら存在する。グレン・トーマス・トレワルサ (Glenn Thomas Trewartha) による1945年刊行の『日本』 (Japan. A Physical and Regional Geography) が代表的である。この著作は日本で発刊された地域研究論文を編纂したものであるが、 居住形態や村落の特質に関する記載が多い。

### 日本
日本では、上記4か国の影響を受けて成立したという経緯があって、研究は多岐に渡るが20世紀に入ってからの研究となる。また、社会経済史学や民俗学など他学問の援用も多い。そのため、「これらに支えられ、輸入された地理学体系をふくらまし、発展させてきた観がないでもない」とする見解がある。集落立地論や地誌学的方法論が特に目立つ。初期には、新渡戸稲造を筆頭とする農学系からのアプローチと小川琢治らによる歴史地理学系からのアプローチの2つの潮流があった。
前者では新渡戸が主著の一つ『農業本論』の中で日本の村落を科学的に研究すべし、と説いた。新渡戸の主張はドイツのマイツェンらの影響を受けたものだった。この思想は、早稲田大学等で教鞭を執った小田内通敏（おだうちみちとし）に影響を与え、『帝都と近郊』（1918年）、『郷土地理研究』（1930年）などの著作に現れた。同書ではドイツ・フランスの手法が導入され、村落地理学のみならず人文科学・社会科学としての地理学、郷土地理の発展に貢献した。
後者では、京都帝国大学教授の小川琢治による『人文地理学研究』（1928年）が著名である。小川は、早いうちから砺波平野の散居村に着目し、そこに点在する住宅を「孤立荘宅」と名付け、成立を「古代の条里制による」と考えた。この見解は現在では誤りと考えられているが、村落地理学への関心を高めた。同学の石橋五郎も『聚落』（1933年）を著し、村落の類型や研究方法を述べている。その後、歴史地理学的研究は細分化し、先史時代から近世、そして明治時代の北海道開拓に至るまで、さまざまな時代の多様な村落研究が進んだ。
方法論としては東京帝国大学の辻村太郎がドイツの景観論を導入して一つの学派を築いた。
農山村研究が進む中で、海洋国であるにもかかわらず、離島や漁村を対象とした研究は少ないという特徴がある。東京文理科大学（筑波大学の前々身）の青野壽郎による『漁村水産地理学研究』（1953年）が代表格である。

#### 近年の動向
高度経済成長以降、急速な都市化に伴い、集落地理学の関心も次第に都市地理学へ移行するようになっていった。村落地理学に残った研究者は、「伝統的な村落がどのように維持あるいは崩壊したか」という変化を追うのが主流となり、学問的に「衰退」の色が見え始めた。
こうした中、関連分野との研究に呼応して現代的な村落の研究も登場し始めている。例えば、郊外化の進んだ都市近郊農村や過疎の著しい山村を対象とするものである。